# Рынковский сельсовет (Курганская область)
Рынковский сельсовет — упразднённое сельское поселение в Петуховском районе Курганской области Российской Федерации.
Административный центр — село Рынки.
Законом Курганской области от 12 мая 2021 года № 49 к 24 мая 2021 года упразднён в связи с преобразованием муниципального района в муниципальный округ.

## История
Статус и границы сельского поселения установлены Законом Курганской области от 4 ноября 2004 года № 649 «Об установлении границ муниципального образования „Рынковский сельсовет“, входящего в состав муниципального образования „Петуховский район“».

## Население
| 1989 | 2002 | 2004 | 2010 | 2012 | 2013 | 2014 |
| ---- | ---- | ---- | ---- | ---- | ---- | ---- |
| 974  | ↘799 | ↗889 | ↘600 | ↘576 | ↘543 | ↘494 |
| 2015 | 2016 | 2017 | 2018 | 2019 | 2020 |      |
| ↘480 | ↗481 | ↘474 | ↘458 | ↘435 | ↘385 |      |

## Состав сельского поселения
| № | Населённый пункт   | Тип населённого пункта       | Население |
| - | ------------------ | ---------------------------- | --------- |
| 1 | Новогеоргиевка 1-я | деревня                      | ↘66       |
| 2 | Рынки              | село, административный центр | ↘482      |
| 3 | Староберезово      | деревня                      | ↘52       |